# Lijst van wapens van Nederlandse deelgebieden
Dit artikel bevat een lijst van wapens van Nederlandse deelgebieden. Het Koninkrijk der Nederlanden bestaat uit vier landen: Nederland, Aruba, Curaçao en Sint Maarten. Nederland bestaat uit twaalf provincies en drie bijzondere gemeenten die niet bij een provincie horen. Aruba, Curaçao en Sint Maarten hebben geen subnationale indeling.

## Wapens van landen

Wapen van Aruba
Wapen van Curaçao
Wapen van Nederland
Wapen van Sint Maarten

## Wapens van provincies van Nederland

Wapen van Drenthe
Wapen van Flevoland
Wapen van Friesland
Wapen van Gelderland
Wapen van Groningen
Wapen van Limburg
Wapen van Noord-Brabant
Wapen van Noord-Holland
Wapen van Overijssel
Wapen van Utrecht
Wapen van Zeeland
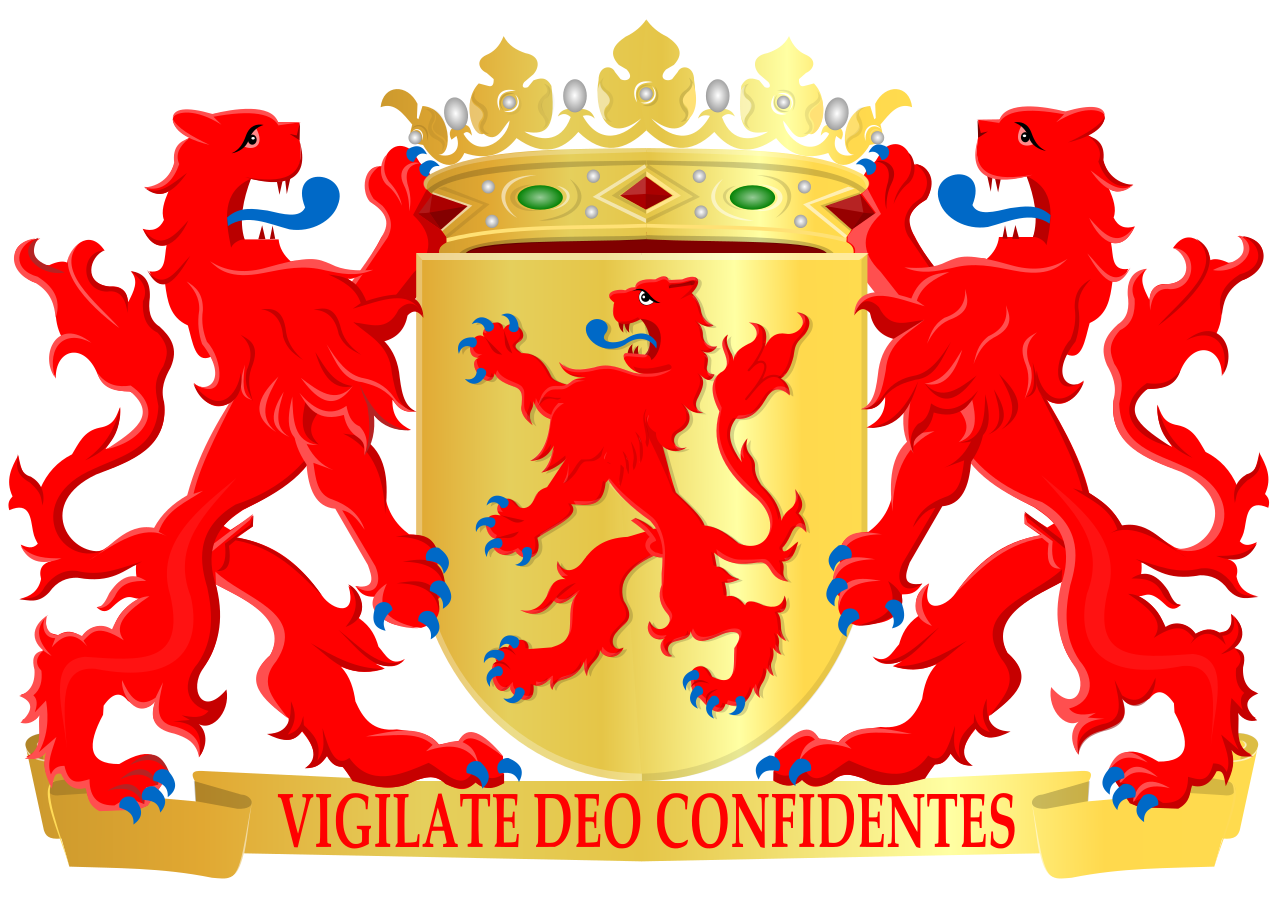
Wapen van Zuid-Holland

## Wapens van bijzondere gemeenten van Nederland

Wapen van Bonaire
Wapen van Saba
Wapen van Sint Eustatius